# 容山
容山（1836年—1893年9月29日），字峻峯（一作俊峰），那拉氏 (亦写作纳兰氏、纳喇氏或那拉氏，叶赫那拉氏、一说正黄旗辉发那拉氏过继入纳兰家族），京城满洲正黄旗书润佐领下人，清朝一品武官。曾任宁古塔副都统、福州副都统、正蓝旗汉军副都统及正白旗护军统领。容山任宁古塔副都统时，为当地之最高军政长官。他全力支持吴大澂及珲春副都统依克唐阿与沙俄谈判，亲派手下托伦托哷立那字界碑，为维护边界领土做出了历史贡献。

## 生平
- 京城正黄旗满洲头等甲喇十六佐领书润佐领下人（该世管佐领为乾隆富察皇后同族的正黄旗沙济富察氏本科理后裔管理，晚清时，此书润佐领下官员有侍郎富察·凤鸣、副都统那拉·容山、容山子主事那拉·麟祥、昌陵总管伊尔根觉罗氏·文山、陆军贵胄学堂学员富察·祥楙）
- 正黃旗滿洲人 官學生
- 咸豐六年  領催
- 咸豐六年－咸豐八年 委印務筆帖式
- 咸豐八年－同治三年 驍騎校
- 同治三年－印務章京
- 同治四年－？經管理神機營事務王大臣醇親王奕譞調赴神機營當差
- 同治九年  副參領
- 同治九年－？公中佐領
- 光緒元年  神機營事務王大臣以異常出力保奏請賞
- 光緒元年－光緒四年 監修惠陵工程，和姻親惠陵監督德壽（後升署理兩廣總督）、延昌（後升知府、道員），皆在恭親王奕訢和工部尚書魁齡麾下
- 光绪四年－同治帝惠陵工程毕，承修王大臣恭親王以容山異常出力奏請慈安、慈禧兩太后及光緒帝賞戴花翎，由副參領升正三品正參領
- 光緒四年－光緒八年 正黃旗滿洲正參領
- 光绪五年－光緒朝實錄：因恭修惠陵出力，光绪五年三月二日，慈禧賞参领容山、蘇元瑞等二品頂戴，誥授從二品武功將軍
- 光緒八年－恭親王兼首席軍機大臣奕訢以軍政卓異保薦容山
- 光緒八年－聖上朱筆圈出容山任寧古塔副都統，副都統是清代正二品武職
- 光緒八年－七月十八日召見容山；九月二十一日，又召見容山赴任寧古塔副都統前請訓
- 光緒九年－容山將姜公善等四案均各審明議擬先後解省核辦
- 光緒九年－同吳大澂調靖邊軍重修寧古塔城，屬下胡傳即胡適之父為其代撰《重修寧古塔城記》，刻為石碑
- 光緒十年－容山於寧古塔駐軍防地抓獲日本間諜東靖民
- 光緒十年－寧古塔副都統容山為邊防各卡探報消息須迅速傳遞不致遺誤事給吉林將軍咨文
- 光緒十一年－寧古塔副都統容山和琿春副都統依克唐阿挑選東北馬兵入北京神機營
- 光緒十一年－協助北洋大臣李鴻章和东三省钦差大臣穆图善將東北第一條電報線由奉天接至吉林，經寧古塔抵琿春
- 光緒十一年－九月寧古塔副都統任上，拒絕日本武官菊地節藏借外交官名義刺探參觀清軍軍營《滿洲紀行甲》
- 光緒十一年－寧古塔衆善士捐款，副都統容山捐銀五十兩、托倫托哷四十兩、雙勝永海二戶共六十兩
- 光緒十二年－親派佐領托倫托哷隨同吳大澂等履勘中俄邊界，重刻那字界碑，黑龍江省革命博物館收藏
- 光緒十二年－容山查辦庸官五品頂戴花翎繞騎校雙海、六品藍翎護軍藍翎長倭什渾，将其革職
- 光緒十三年－東北邊疆檔案選集奏折：寧古塔副都統賞戴花翎加一級紀錄三十次容山為請由靖邊等營借兵駐城，正二品副都統加一級即從一品武職都統銜
- 光緒十三年－？因病解辭寧古塔副都統，回京延医調理數月，吉林将军希元代奏請留容山長子麟祥（字云趾）隨任幫辦家務事，次子麟瑞尚在襁褓
- 光緒十四年－？三月容山病愈跪請聖安；五月九日召見軍機大臣、榮公（荣禄）、衍聖公孔令貽、多齡、容山；八月召見軍機、熙敬、周德潤、容山、楊頤；九月召見軍機、寳昌、容山、恩佑、張英麟；十一月九日召見新任福州副都統容山离京請訓
- 光緒十四年－ 十一月初二，光緒帝大婚行納采禮，容山蒙聖恩任福州副都統[2]
- 光緒十五年－ 調正藍旗漢軍副都統，回京[3]，四月二十六日，前福州副都統容山到京請安，召見軍機、榮祿、容山、續昌，同年誥授容山從一品振威將軍
- 光緒十五年－ 召見軍機、榮禄、容山、續昌，十月四日容山假滿請安
- 光緒十五年－ 己丑科翻譯會試，奉硃筆這塲内督理稽察着左翼副都統容山、右翼副都統色普徵额去，欽此
- 光緒十五年－ 武殿試彈壓大臣着副都統容山去，欽此，正副考官為廖壽恒、汪鳴鑾，白桓知武舉
- 光緒十六年－ 二月，光绪帝奉兩宮皇太後由京啟鑾，謁清東陵同治皇帝皇后奉安大典，容山隨行
- 光緒十六年－ 稽查壇廟大臣。硃筆圈出荣禄、容山等。每逢聖駕御宿天壇齋宮，例由侍衛處奏派各旗都統副都統六員，巡察壇内圍墻以昭愼重，並由派出各堂酌帶本管官弁數員，入壇以資差遣，正月十九日，皇上進壇齋宿，經侍衛處咨取各旗堂銜繕單請派巡察壇墻，奉硃筆圈出：廂藍旗蒙古都統榮祿、廂紅旗漢軍副都統色普徵額、正藍旗漢軍副都統容山、正白旂蒙古副都統英信、正紅旗滿洲副都統明秀、廂白旗蒙古副都統耆齡，欽此
- 光緒十六年－ 暫時佩戴正白旗護軍統領印鑰，負責守衛皇宮禁門[3]，六月二十日，景禮、容山各假滿請安
- 光緒十六年－ 稽查備查壇廟大臣。每遇皇上宿壇，應於都統副都統中奏派六員巡察壇牆，酌帶本管官兵前往稽察，俾内外圍聨成一氣，以昭愼重而資捍禦，孟夏朔爲雩壇前一日入宿齋宫之期，由侍衞處繕單奏派壇牆之稽察各官，奉硃筆圈岀：正黄滿都統清安、正紅蒙都統麟書、正黄蒙副都統恩棠、正藍蒙副都統耆齡、廂藍蒙副都統景善、正藍漢副都統容山，欽此遂由侍衞處分行
- 光緒十六年－ 稽查備查壇廟大臣。兵部奏派查齋之大臣派出容貴、容山、慶福、希朗阿、恩普、明秀、花尚阿等（邸抄）每遇皇帝致祭天壇，前一日入宿齋宫，例由八旗都統副都統中奏派六員，各帶本旗官兵分班巡察壇墻，以期嚴密而昭愼重，刻經侍衛處開列清單奏請，欽派稽察壇墻由硃筆圈出：正紅漢都統熙敬、廂白滿都統容貴、正紅滿副都統明秀、正藍漢副都統容山、廂藍漢副都統吉恒、廂藍漢副都統花尚阿，欽此
- 光緒十六年－ 出使朝鮮欽使團副使候選人呈御覽，容山列副使候選人名单，最后硃批欽點戶部右侍郎崇禮為副使
- 光緒十七年－ 欽派容山為辛卯科順天鄉試督理稽查左翼大臣，禮部右侍郎鑲藍旗蒙古副都統景善為督理稽查右翼，一月十四日，榮祿、容山、嵩山各假滿請安；六月十三，容山假滿請安；十月二十八，容山假滿請安
- 光緒十七年－ 容山子麟祥應承正二品加一級從一品銜蔭生用為刑部主事
- 光緒十七年－ 稽查備查壇廟大臣，派出文秀、明秀、吉恒、容山、裕德；八旗值年大臣派出榮安固倫公主額駙符珍、松淮、敬信、巴克坦布、希隆阿、色楞額、德隆
- 光緒十八年－ 壬辰科翻譯會試巡察
- 光緒十八年－考验军政大臣。兵部奏派考验军政之王大臣派出慶土、容貴、容山、慶福、濂貝勒、恩中堂、烏拉喜崇阿、德隆
- 光緒十八年－ 察齋大臣。兵部奏派察齋之大臣派出大額附、敬信、容山、福森布、祥普、恩普、海緒、色普徵額
- 光緒十八年－ 八旗軍政大臣。本年舉行官員罼政之期例由兵部奏請，欽派八堂在德勝安定兩門外兩黄旗教塲分别長宿列張四圍考騐，兹經兵部開單請派考騐八旗官員軍政大臣，奉硃筆圈出：廂黄滿都統慶郡王弈劻、廂黄蒙都統容貴、廂監滿都統大學士恩承、正白蒙都統烏拉喜崇阿、廂紅漢都統貝勒載濓、廂藍滿副都統德隆、正白漢副都統慶福、正藍漢副都統容山，欽此
- 光緒十八年－致祭砲位大臣。太常寺奏派致祭砲位大臣，派出瀅貝勒、濂貝勒、懷塔布、裕德、果勒敏、容山、沣深、吉恒致祭砲位。
- 光绪十九年－ 派順天鄉試搜檢大臣。朱筆圈出：凱泰、陳學棻、景善、明秀、祥普、额驸符珍、克勤、恩普、容山、奕功等為欽派順天鄉試搜檢大臣。五月十六日，巴克坦布、容山各假滿請安；六月四日，容山假滿請安
- 光绪十九年－ 搜檢王大臣。禮部奏派搜檢之王大臣派出肅王、徐郙、景善、裕德、壽昌、陳學棻、李端棻、會章、恩燾、大額駙、奕功、慶福、彭壽、王文錦、恩普、果勒敏、容山、明秀、廖壽恒、英信、灃深、崇年
- 光绪十五年-光绪十九年 清代历朝起居注记载光绪十五年十二月、十六年正月、十七年正月和十二月、十八年正月和十二月、十九年正月，慈禧太后光绪帝至少七次赐容山和宗室、蒙古王公、一二品大员、朝鲜、哈密、吐爾番使节在保和殿御宴，宴毕后陪慈禧在纯一斋、漱芳斋、颐年殿看戏
- 光緒十九年－ 八月十一日，容山遞遺摺，自陳病危謝恩事，农历八月二十日卒

## 恭修惠陵立功
容山和慈禧同年出生在京旗家庭，且都为叶赫那拉氏，慈禧为镶蓝旗喀山一支后裔，容山则为正黄旗金台石曾孙纳兰性德之后裔。欽差大臣吳大澂在東北時，和容山關系甚密，《吳大澂日記》中有七月初七為容山都護祝生，由此可知容山出生在農歷七月初七。光绪元年，奉命为慈禧儿子同治皇帝恭修惠陵。主管监修大臣为恭亲王奕訢、醇亲王奕譞、翁同龢、魁龄、荣禄。修建惠陵期间，容山与办事官（赵氏）庆宽（正黄旗汉军人，醇亲王府画师）和惠陵监督（耿氏）德寿（镶黄旗人，字静山，后为广东巡抚、漕运总督）结为盟兄。《惠陵工程备要》记载光绪三年初次请奖，恭亲王请奏慈安、慈禧两太后奖赏副参领容山，升为正三品参领。光绪五年第二次请奖，因恭修惠陵有功，慈禧亲赏容山二品顶戴。 光绪八年军政保荐卓异，实授正二品宁古塔副都统。

## 宁古塔副都统
因监修惠陵积累的经验，容山善于管理工程建设，任宁古塔副都统时和吴大澂调集靖边军重修宁古塔城墙，为吴大澂修建抱江楼，今牡丹江宁安市望江楼，《吴大澂日记》亦记载光绪八年两人视察满汉义学，相度地基，为明年添盖官房作准备。当时文人胡适的父亲胡传在宁古塔做幕僚，为容山副都统代撰《重修牙城记》，亦作有《过宁古塔忽然有感》。驻守中俄边界的谈判大臣吴大澂（吴湖帆祖父）与容山年岁相仿，两人关系密切，常于宁古塔观音阁和众人饮酒作诗，结为兰交。现黑龙江省牡丹江市的省级文物保护单位宁安望江楼，又名抱江楼（褒江楼）。上面曾刻有《望江楼志》记述了该楼为容山在光绪八年至九年间为吴大澂所修，吴大澂为感谢容山友情，作下《题宁古塔行馆抱江楼兼呈容峻峰都护》。
光绪九年，《吴大澂日记》记载和容山都护同到乜河视察，当时驻有劉超佩所練巩字軍。
光绪十年，为保卫京畿，应对中法战争，清政府据神机营王大臣奏请，命吉林备马队1000名，听候调遣。宁古塔副都统容山和珲春副都统依克唐阿积极响应，各自挑选东北强壮兵士入北京神机营。
光绪十一年十一月，李鸿章奏准将电报线由奉天接至吉林，以加强清政府与边疆地区的联系，抵御沙俄入侵。拟由奉天省城沿驿站至吉林省城，由吉林省城沿驿站达宁古塔城，再由宁古塔城沿驿站直达珲春。宁古塔副都统容山和李鸿章、吉林将军希元、东三省练兵大臣穆图善积极配合，电报线不到一年便于1886年9月建成，这是黑龙江地区第一条电报线路。
光绪十二年，吴大澂拟边界事宜四条。致容山都护书。书《齐子仲姜镈考》。拜依克唐阿都护。复容山都护书。巴啦诺伏与马邱宁、多谟日落伏、佘威罗伏同来，聚谈竟日。亦有会议图门江口行船事。复李鸿章电。复佘昌宇书、容山书。
在宁古塔期间，容山和吴大澂设立牛痘局，最早为当地百姓免费种痘，预防天花。两人也为稳定边界，防止沙俄入侵和马贼、倭寇骚扰做出贡献。1885年2、3月间，当东靖民潜入宁古塔驻军防地时，副都统容山所部见其形迹可疑，将其拿获。容山见是日本奸细，不便处理，派人送交营口道台衙门，又转送上海道台衙门。上海道黄承乙并未将此事上报，为讨好日本，竟将东靖民释放回国。1885年9月日本武官菊地节藏等持外交官护照，从三姓潜入宁古塔，借口想参观贵国军营，被副都统容山拒绝，见《日本近代对中国边疆调查及其文献研究：东北侦探记》。
光绪十三年，容山因病解辞宁古塔副都统。不久病愈，清廷又重用将其任命为福州副都统，协助闽浙总督兼临时福州将军卞宝第。任职福州副都统数月后，光绪十五年，被召回北京任正蓝旗汉军副都统。十六年，容山兼任正白旗护军统领，负责守卫皇宫禁门。十九年，不幸病故。

## 历史贡献
容山任宁古塔副都统时结交了晚清名臣吴大澂（吴湖帆祖父）及其幕僚胡传（胡适父亲），一起为守卫边疆，争取领土主权作出贡献。光绪十二年（1886年）中俄珲春勘界，吴大澂作为全权代表前往东北勘界，来到宁古塔，与故友容山（亦容峻峰）重逢。这次勘界，收复了黑顶子，改立了“土”字界牌，争取了图们江口的航行权。
清史记载：“宁古塔副都统容山添派佐领托伦托呼随同臣等履勘边界，因委该佐领会同俄员舒利经裹粮入山十余日，依水寻源披荆辟路，始于六月二十日访得木牌一座，上多朽烂仅存二尺余，下有碎石平砌台基，虽字剥落无存，按其地势正在横山会处迤西即系小绥芬河，源水向南流其为那字旧界牌似无疑义。” 同年10 月 12 日：（九月十五日）吴大瀓、巴拉诺夫等在岩杵河签订《中俄珲春东界约》（附《俄国关于中国船只出入图们江口事的照会》）和 6 个勘界议定书（附《中俄查明更正“倭”、“那”两界牌记》，统称《中俄查勘两国交界道路记》）。
在宁古塔时，容山和吴大澂二人为叙旧情，同登抱江楼。《中国近代文学大系: 书信日记集》记载：“至宁古塔城,住城外官参局旧行台,（容）峻峰都护来晤,托勤轩、吴硕甫、曲鹤亭来晤。双如山、恩承之来晤。讷厚斋、瑚松亭来晤。申刻答拜峻峰都护,回寓登抱江楼,题诗一律,兼呈峻蜂都护 。“ 其诗云：
- 忆昔临江筑小楼，与君樽酒话中秋。
- 自从一去三年别，那想重来两日留。
- 旧事思量纪龙节，新图商榷定鸿沟。
- 国恩未报归程远，敢把闲情寄白鸥！

李慈銘撰《荀學齋日記》：稽查彈壓副都統景茀卿侍郎景善、容峻峰容山來拜.......光绪十九年，正藍旗漢軍副都統容山病故，此人辛卯鄉闈為左翼彈壓，與共事十餘日，狀貌豐頎，公事亦頗明白，為肖菴書小幅。

## 家人
- 曾祖父：那伦，纳兰性德玄孙，乾隆二十九年六月由备箭拜唐阿授蓝翎侍卫，三十三年迁三等侍卫，四十年迁二等侍卫，四十六年擢头等侍卫，五十五年袭正黄旗满洲世管佐领。嘉庆十八年九月，匪林清作乱紫禁城，于宫门阵亡；
- 祖父：德龄或德宁，嘉庆朝副将、驻防四川，其中一子兴安过继给正黄旗满洲侍卫那伦之子恩隆；
- 嗣祖父：恩隆，世袭恩骑尉、正黄旗满洲佐领；
- 父：兴安（性安、星安），道光二十六年，正黄旗满洲都统定亲王載銓奏公中佐领员缺带领引见，諭旨公中佐領員缺著興安補放。光绪朝起居档案和第一历史档案显示兴安从道光至同治年间先后任正黄旗满洲公中佐领、副参领、正参领、定亲王載銓、惇亲王奕誴王府长史，第一历史档案馆有档.如《平定州志》有游击崇顺，咸丰九年任，是正黄满洲第三甲喇（第三参领）兴安佐领下人；
- 正妻：马佳氏，镶黄旗绍祺族妹；耿氏，汉军正黄旗勋旧佐领人，耿聚忠之后，江宁副都统致麟胞妹。致麟( 1827-1897 )耿佳氏,汉军正黄,由幼丁于道十五年九月内承袭勋旧佐领,咸丰同治朝任印务章京、副参领。光绪四年任印务参领，十五年任京口副都统,十七年任江宁副都统；
- 妾：董氏，后升为继妻。光绪十九年，容山病逝后，董氏住东四十条胡同，另拥有东单牌楼、南水关、剪子巷等铺面房产。1900年八国联军入京时，女婿崇雯全家由灯市口胡同宅逃至东四十条胡同容山宅避难。董氏卒于民国二年；
- 长子：麟祥（约1869－1915），那拉氏，字云趾，为容山嗣子，荫生，清末刑部、法部主事，妻镶黄旗马佳氏。麟祥在民国初名为麟云趾，贫困潦倒，投靠二妹及妹夫崇雯租住新鲜胡同，民国四年卒于二妹家，妻马氏获冯公度（冯恕）资助；麟祥无子，曾过继二妹之子为嗣，由图们氏改那拉氏，命名俊杰，不幸早夭；
- 次子：麟瑞（约1885－？），那拉氏，正黄旗满洲，麟祥有子女及养子叶连德数人，住在北平、天津及河北等地，以拉车为生，晚年生活贫困潦倒，副都统容山部分家产由张学良定远斋购买收藏；
- 四女：那拉氏或纳喇氏，长女未知，次女那拉氏光绪五年出生，适和她同岁的崇陵监督四品衔神机营差务吏部员外郎崇雯（字翰池，住灯市口宅，与杭州将军果勒敏为邻，后经容山盟弟庆宽介绍卖予出使日本钦差大臣蔡钧，崇雯和容山女儿后租住察哈尔都统奎顺之子在新鲜胡同宅），三女未知，四女适张仲年；
- 女婿：次女纳喇氏适崇陵工程监督、四品衔神机营差务吏部员外郎崇雯，字瀚池、汉墀，亦崇翰池，正白旗图门氏，《红楼梦》续者高鹗好友鹤算子湖北巡抚青麟的曾侄孙，著有《崇陵二段椿朾灰土紀略》、《崇翰池年记》。民国后，崇雯改名万开雯，辛亥革命后赴东北任奉吉黑电政监督处收发管卷员，后历任公主岭、铁龄、长春农安电报局局长。1922年获交通部署总长高恩洪颁发本部二等三级奖章。九一八事变后，他重返北京。1933年，北平市府命令:市长周大文府令:委任万开雯为本府财政局科员此令，为北平财政局第一科科员。三十年代，万开雯和容山次女家住北京府右街饽饽房十七号。生有子女九人，至少五人存世，子有万庠之、万序之、万荫之、女有万庭之、万庚之；容山四女适张仲年；
- 结拜兄弟或姻亲：吴大澂（曾在吉林和容山勘边，结为盟兄弟）、庆宽(醇亲王府之人、宫庭画师，曾和容山修建惠陵,庆宽之子和容山女婿崇雯亦为幼读同窗好友)、头品顶戴署理两广总督德寿（耿氏，曾和容山，延昌修建惠陵）、花翎二品頂戴遇缺题奏道延昌（曾和容山修建惠陵）、总督锡良之父参领鋕寯（曾和容山共修惠陵）。容山亲家延昌，亦延寿峯，翁同龢好友，正白旗图门氏，姑婆数人分别嫁瓜尔佳氏钦差大臣胜保之弟定保、他塔喇氏侍郎秀堃之孙灵浩、赫舍里氏总督舒兴阿之弟舒灵阿，舒兴阿孙女乃同治敬懿皇貴妃。延昌曾任惠陵总司监督、外放广西浔州府、南宁府知府，后回京候补道员神机营当差，八国联军入京后，受那桐邀请，任安民公所总办，编有《惠陵工程备要》。延昌高祖广玉官至浙江巡抚、叔祖青麟官至湖北巡抚。延昌和容山曾同修惠陵，其子崇雯与容山次女亦同庚，遂结为夫妻。崇雯大姐适镶蓝旗蒙古巴岳特氏吏部员外郎福敏，出自总督锡良家。总督锡良父鋕寯、兄继良曾和容山、延昌共修惠陵。《清实录》有以恭修惠陵工程出力，赏参领容山二品顶戴，郎中继良等蓝翎。《惠陵工程备要》有光绪五年闰三月，补用参领鋕寯（总督锡良父）、印务参领容山同时赏换二品顶戴。崇雯大姐之婿松桂，字茂亭，亦松茂亭，历任湖北试用知县、四川保宁阆中、东北广宁知县，清末围棋大师；崇雯二姐适正白旗喜塔腊氏福建将军庆裕长子堃福，订婚后不幸早逝。崇雯幼妹适嘉庆朝重臣大学士索绰络氏英和之元孙贵瀛（奎照曾孙、进士錫祉孙），过门后不久早逝。

## 容山宅
根据容山女婿崇雯（字翰池）所撰《崇翰池年記》记载岳父母主要房宅在正白旗属地的东四牌楼十条胡同，即今东四十条。十条胡同在明代有五岳庵，在清代则是正白旗护军统领署以及镶白旗、正白旗觉罗学所在地，清中早期附近住有与正白旗曹雪芹家相关的江宁织造绥赫德（十条胡同）及乾隆名臣李侍尧（九条胡同）。 《崇翰池年記》记载：八国联军入侵北京时，崇雯携带正妻容山之女纳喇氏、妾和子女仆人等从灯市口胡同家出发，先去世叔景沣家接母亲（景沣字东甫，大学士宝鋆之子），然后再到铁良（字宝臣）家避难少许，最后经隆福寺、孙家坑胡同、钱粮胡同，到达岳父母在东四十条的住宅避难。崇雯之父延昌在《暖香堂笔记》亦记载其躲到亲家容山的东四牌楼十条胡同避难。陈夔龙《梦蕉亭杂记》记载：“总办舒文，与总税司赫德颇有交谊；而且他在东四牌楼九条胡同的住宅，与我的房宅望衡相对，中仅隔于甬道，当时幸而未曾受辱被害的吏部尚书敬信、工部尚书裕德、侍郎那桐，都投奔在舒宅，暗中商谈交和办法。”容山十条胡同宅背后即东四九条胡同，有宗室奕谟宅、宗室寿耆、总办舒文宅以及后来肃亲王善耆之女川岛芳子之宅、民国冯耿光宅。容山宅十条胡同当时邻居有曾经和容山共事做过惠陵监修的安徽按察使（佟氏）毓秀（侍郎德椿之子）、户部郎中觉罗清泰、同时做过副都统的大学士裕德。光绪二十六年，和亲王府址被征用，改为陆军贵胄学堂，镇国公毓璋亦搬到东四十条居住。民国后，东四十条有陆军大臣荫昌宅、陆军次长金绍曾宅、司法总长姚震（原为大学士裕德宅，从其孙奚啸伯购买）、佟麟阁宅、方贤宅等。